# Mesopicos elliotii
El pito de Elliot (Mesopicos elliotii) es una especie de ave piciforme de la familia Picidae, que vive en África Central.

## Distribución y hábitat
Se encuentra en los bosques de galería de Angola, Camerún, Guinea Ecuatorial, Gabón, Nigeria,  República Centroafricana, República del Congo, República Democrática del Congo, Ruanda y Uganda.

## Taxonomía
Fue descrito científicamente por el ornitólogo estadounidense John Cassin en 1863. Se reconocen cuatro subespecies:
- M. e. elliotii (Cassin, 1863)
- M. e. gabela (Rand y Traylor, 1959)
- M. e. johnstoni (Shelley, 1887)
- M. e. kupeensis (Serle, 1952)